# Onze-Lieve-Vrouwekerk (Veere)

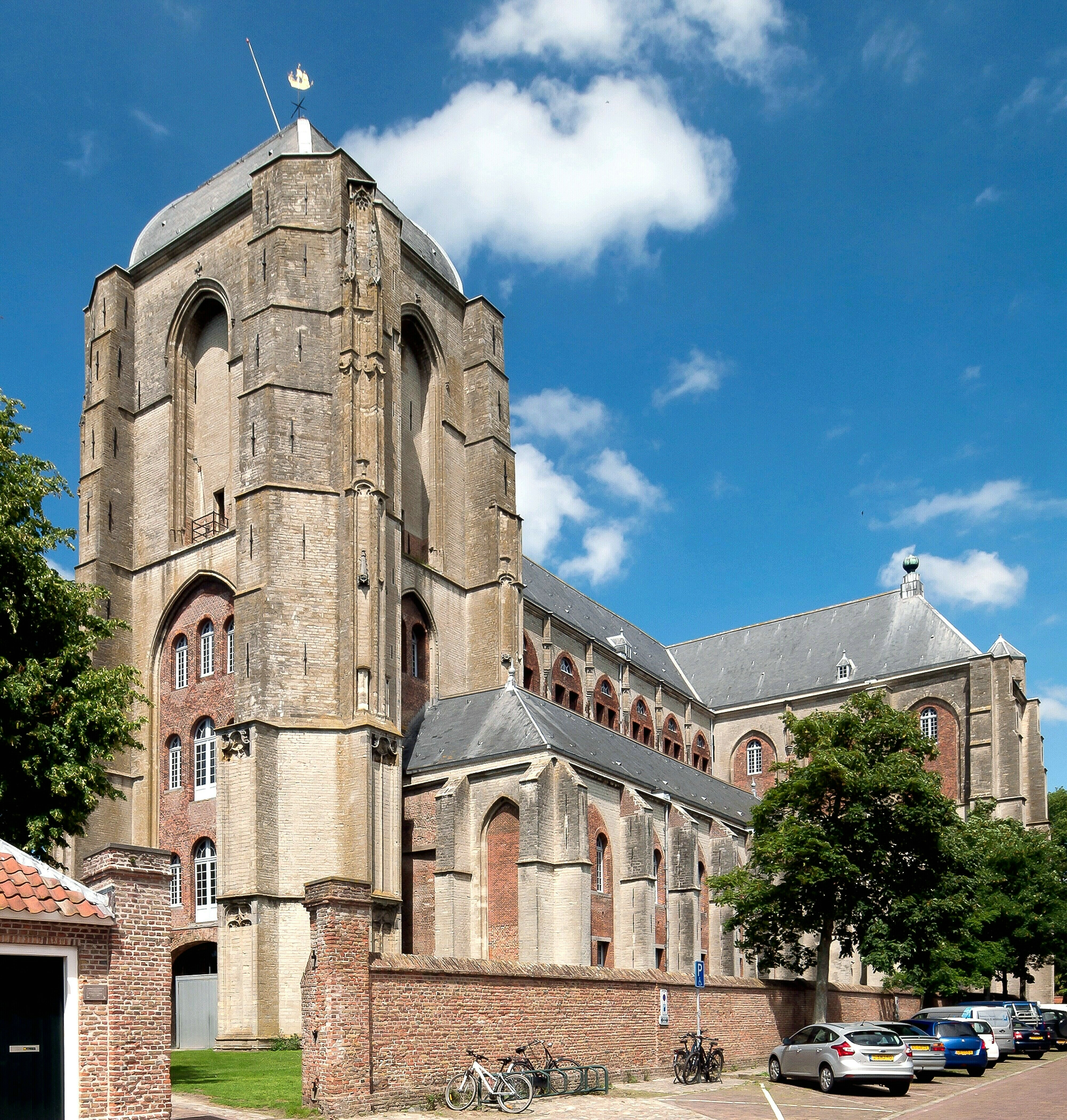
Ansicht von Südwesten

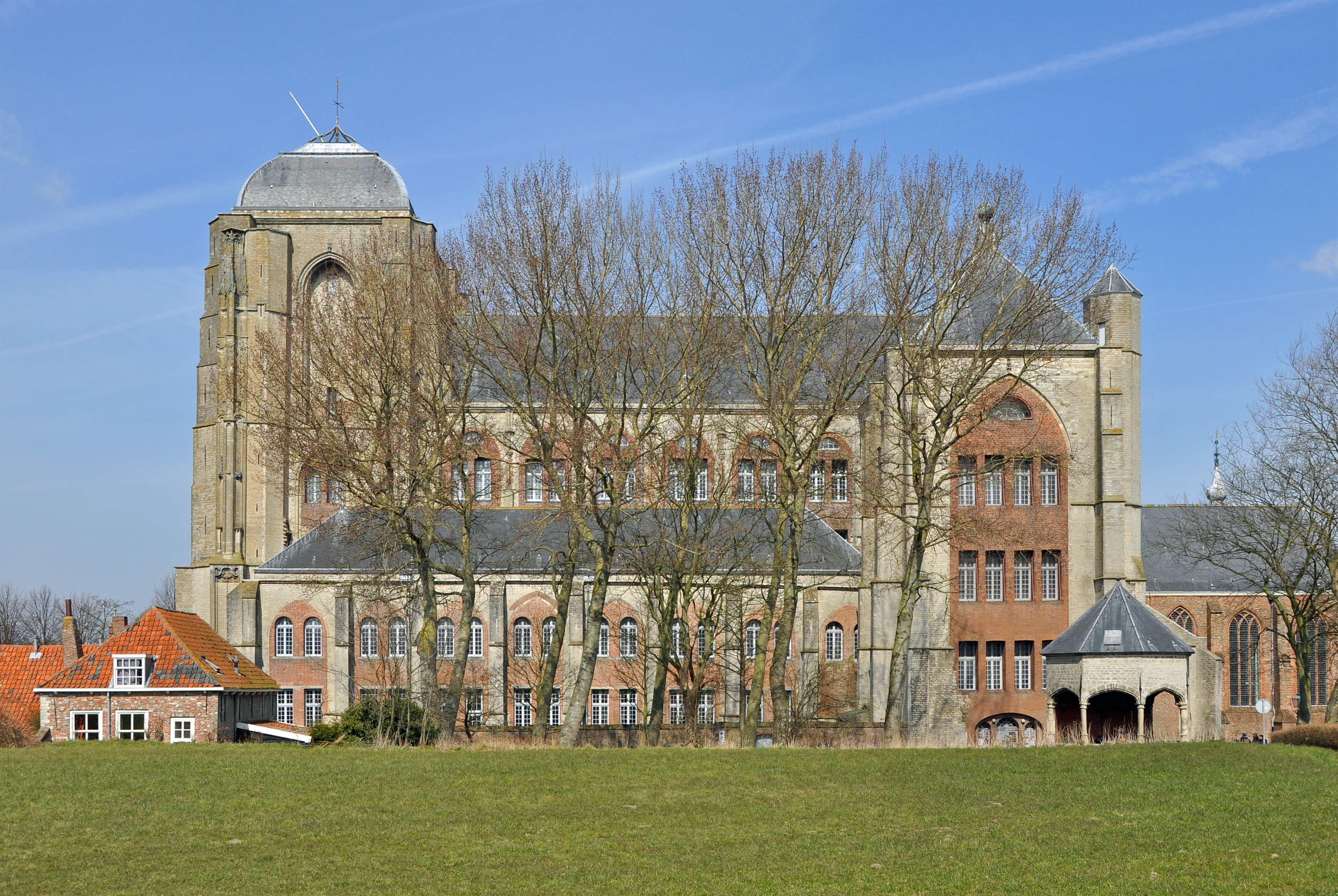
Ansicht von Süd

Die Onze-Lieve-Vrouwekerk (deutsch Liebfrauenkirche; auch Grote Kerk genannt) ist eine spätgotische ehemalige Pfarr- und Stiftskirche zu Veere (Provinz Zeeland) in den Niederlanden. Das niemals vollendete monumentale Bauwerk wird heute als Kulturkirche genutzt. An das vermauerte Querhaus schließt die 1699 für den Gottesdienst hergerichtete ältere Kleine Kerk an.

## Geschichte

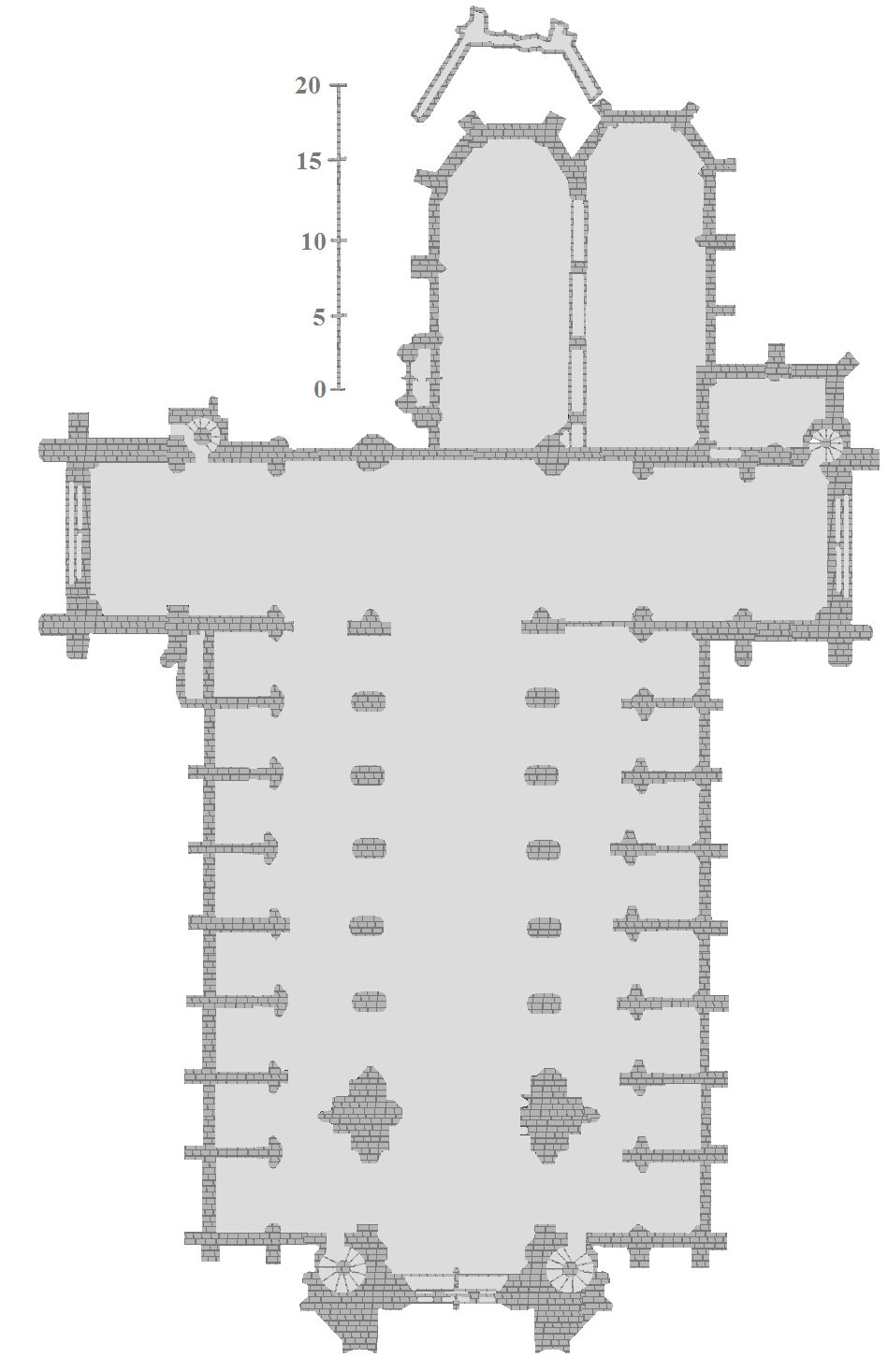
Grundriss mit Kennzeichnung des geplanten Chorschlusses

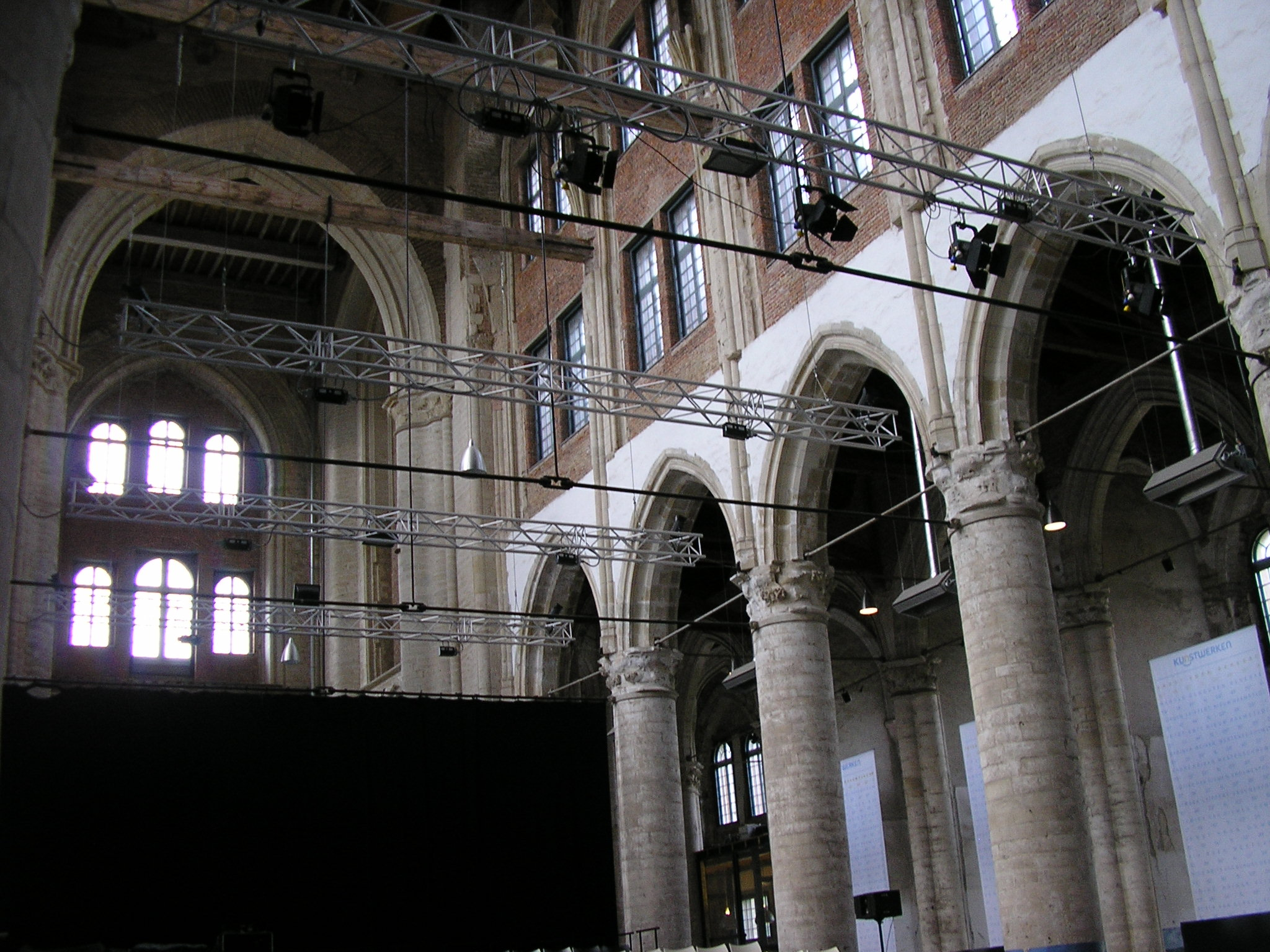
Blick durch das Langhaus Richtung Westen

1332 wurde durch Wolfert III. von Borsele der Bau einer ersten Kirche in Veere veranlasst, die man 1348 zur selbstständigen Pfarrkirche erhob, als sie von Zanddijk abgepfarrt wurde. Das Gotteshaus wurde zudem 1472 eine Kanonikerstiftskirche.  Wolfert VI. von Borsele, Herr von Veere, beauftragte 1479 Antoon I Keldermans  mit der Errichtung einer größeren Kreuzbasilika mit Chorumgang und Kapellenkranz, ab 1512 führte sein Sohn Rombout Keldermans die Bauaufsicht. Die Basilika entstand im Stil der Brabanter Gotik. Teile des Vorgängerbaus wurden während der Errichtung der neuen Kirche nicht niedergelegt und als Gottesdienstraum genutzt. Ab etwa 1520 begannen die Bauarbeiten zu stagnieren und die Kirche erreichte ihren heutigen Umfang. Vom Turm waren nur die unteren Geschosse fertiggestellt, Gewölbe und Maßwerke blieben unvollendet, die Bauarbeiten der ausladenden Anlage des Chors befanden sich erst in den Anfängen, so dass die Reste der alten Kirche als Chor dienen mussten.
1572 wurde in Veere die Reformation eingeführt. Für den calvinistischen Gottesdienstgebrauch wurde die kupferne Chorschranke entfernt und der dreischiffige Hallenchor und das nördliche sowie das südliche Querschiff durch Vermauerung abgetrennt. 1686 erlitt die Kirche während eines Stadtbrandes großen Schaden, sie wurde in schlichtesten Formen wieder hergerichtet. In der Zeit der französischen Besatzung Veeres 1795 bis 1813 wurde die Kirche in ein Lazarett umgebaut, indem vier Stockwerke eingezogen und die großen Fenster bis auf kleinere Öffnungen vermauert wurden. 1809 wurde die Kirche durch englische Schiffsgeschütze erneut erheblich beschädigt. Von 1832 bis 1861 war in dem Gebäude eine Garnison des niederländischen Militärs stationiert. Der anschließend vom Kirchenvorstand bereits beschlossenen Abriss des Gebäudes konnte durch den niederländischen Staat verhindert werden, indem er es als Kulturdenkmal in seinen Schutz nahm. Seitdem wurde sie für verschiedene Zwecke genutzt, so für spezielle Gottesdienste, Fest- und Sportveranstaltungen oder Weihnachtsmärkte. Seit den 1970er Jahren hat sie offiziell kulturelle Funktion.